# مارتن بيرسون
مارتن بيرسون هو منافس ألعاب قوى سويدي، ولد في 13 أكتوبر 1886، وتوفي في 13 فبراير 1918.

## وصلات خارجية
- مارتن بيرسون على موقع أوليمبيديا (الإنجليزية)
- مارتن بيرسون على موقع اللجنة الأولمبية السويدية (السويدية)